# 1774 en musique classique
| \| • Retour à la chronologie générale de la musique classique • \| |
| Grèce • Rome • Haut Moyen Âge • VIIIe siècle • IXe siècle • Xe siècle • XIe siècle XIIe siècle • XIIIe siècle • XIVe siècle • XVe siècle • XVIe siècle • XVIIe siècle XVIIIe siècle • XIXe siècle • XXe siècle • XXIe siècle |
| • Retour à la chronologie générale de la musique classique • |

| Années en musique classique : 1771 - 1772 - 1773 - 1774 - 1775 - 1776 - 1777    |
| Décennies en musique classique : 1740 - 1750 - 1760 - 1770 - 1780 - 1790 - 1800 |

## Événements
- 2 avril : première audition de Résurrection et ascension de Jesus de Carl Philipp Emanuel Bach à Hambourg.
- 19 avril : Iphigénie en Aulide, opéra de Gluck, est donné à l'Académie de musique de Paris sur un livret inspiré de Jean Racine.
- 24 juin : Missa brevis no 3 de Mozart, achevée à Salzbourg.
- 2 août : Première de l'opéra Orphée et Eurydice de Christoph Willibald Gluck donné en version française à Paris.
- 24 décembre : création de La Nativité de François-Joseph Gossec à Paris.
- Joseph Haydn : 55esymphonie "Le maître d'école", 60esymphonie "Le distrait"
- Wolfgang Amadeus Mozart : 29esymphonie.
- Johann Philipp Kirnberger publie la première partie de L'Art de l'écriture pure en musique.

## Naissances

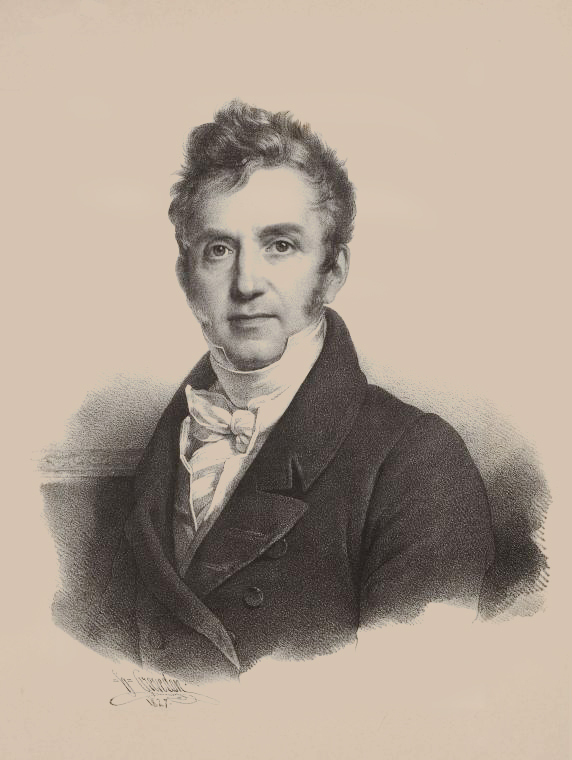
Pierre Rode

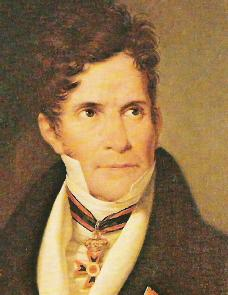
Gaspare Spontini

- 16 février : Pierre Rode, compositeur et violoniste français († 25 novembre 1830).
- 5 mars : Christoph Ernst Friedrich Weyse, compositeur et organiste danois († 8 octobre 1842).
- 17 avril : Václav Jan Tomášek, compositeur tchèque († 3 avril 1850).
- 29 avril : Anna Gottlieb, soprano autrichienne, créatrice du rôle de Pamina dans l'opéra de Mozart La Flûte enchantée († 4 février 1856).
- 18 mai : Gaetano Rossi, librettiste italien d'opéras († 25 janvier 1855).
- 7 octobre : Ferdinando Orlandi, compositeur italien († 5 janvier 1848).
- 14 novembre : Gaspare Spontini, compositeur italien († 14 janvier 1851).

Date indéterminée
- John Braham, ténor britannique († 17 février 1856).
- Joseph Dominique Fabry-Garat, chanteur, professeur de chant et compositeur de romances français.

## Décès
- 20 janvier : Florian Leopold Gassmann, compositeur autrichien (° 3 mai 1729).
- 30 janvier : 
  - Jean-Pierre Guignon, compositeur et violoniste franco-italien (° 10 février 1702).
  - František Tůma, compositeur tchèque (° 2 octobre 1704).
- 11 mai : Christophe Moyreau, organiste, claveciniste et compositeur français (° 6 avril 1700).
- 25 août : Niccolò Jommelli, compositeur italien (° 10 septembre 1714).
- août : Joseph Doll, organiste, compositeur et pédagogue allemand (° date inconnue).
- 29 novembre : Louis-Joseph Marchand, maître de chapelle et compositeur français († 1690).
- 2 décembre : Johann Friedrich Agricola, compositeur, chanteur, organiste et pédagogue allemand (° 4 janvier 1720).